# Eriolaena affinis
Eriolaena affinis är en malvaväxtart som beskrevs av Jean Baptiste Louis Pierre. Eriolaena affinis ingår i släktet Eriolaena och familjen malvaväxter. Inga underarter finns listade i Catalogue of Life.